# Kurunda
Kurunda (ros. Курунда) – wieś w Rosji, w Republice Ałtaju, w rejonie ust-koksińskim. W 2010 liczyła 228 mieszkańców.